# Fort Pépin
Le Fort Pépin est une ancienne installation militaire destinée à la défense du col de Tende, localisée au sud des Alpes, à la frontière italienne.

## Situation stratégique
Le fort Pépin s'inscrit dans un système de défense italien construit autour de plusieurs forts. Le but de ce système défensif était de sécuriser le col de Tende, et d'interdire toute avancée des troupes françaises. Le Col de Tende est la porte d'entrée de la Vallée de la Roya, qui débouche dans la Méditerranée à Vintimille en Italie 
Les enjeux de cette situation stratégique sont comparables à ceux de la frontière franco-italienne entre Menton et Vintimille.

## Organisation du site
Le fort est situé à 2 260 mètres d'altitude, sur la Cime de Pépin. Il s'agit du fort du col de Tende le plus à l'Est. Il se trouve à 1,5 kilomètre du fort Tabourde et à 2,8 kilomètres du Fort central, à vol d'oiseau.
Le fort permettait de placer sur deux fronts une batterie d'artillerie de 7 pièces. 

## Historique
La bâtiment date de 1883.
En septembre 1947, l'entrée en vigueur du traité de Paris a pour conséquence de déplacer la frontière avec l'Italie vers le nord, en attribuant à la France La Brigue et Tende qui, bien qu'appartenant au territoire du comté de Nice, avait été laissé au royaume d'Italie pour des raisons politiques et stratégiques, avec comme objectif que cette position ne puisse pas redevenir un point militaire stratégique.